# Кобзарівська зозулинцева ділянка
«Кобзарівська зозулинцева ділянка» — ботанічна пам'ятка природи місцевого значення в Україні. Пам'ятка природи розташована на території Тернопільської міської громади Тернопільської області, північно-західна околиця село Кобзарівка, в межах заплави річки Серету, що порізана меліоративними каналами.
Площа — 2,50 га, статус отриманий у 2003 році.